# Aurel Socol
Aurel Socol (1889–1962) kolozsvári román ügyvéd, a Partidul Național Ţărănesc (Maniu-párt) politikusa.

## Életpályája
Középiskolai tanulmányait Brassóban, az egyetemet Prágában, Berlinben, Bécsben és Budapesten végezte. 1911-tő ügyvédként dolgozott Kolozsváron. A két  világháború között parlamenti képviselő, 1933-ban a miniszterelnöki hivatal államtitkára volt. A második bécsi döntés után Észak-Erdélyben maradt. Az Észak-Erdélyi Románok Nemzeti Közösségének titkáraként a románság érdekeit próbálta képviselni; a Tribuna Ardealului című lap szerkesztője volt.
1944-ben a kolozsvári gettó felállítását követően a város környéki román parasztok segítségével megszervezte kisebb zsidó csoportoknak a román határon való átjuttatását. Miután egy általa szervezett csoportot elfogtak a határon, a magyar kémelhárítás letartóztatta, és Budapestre szállították. Gróf Teleki Béla, az Erdélyi Párt elnökének közbenjárására a győri katolikus püspökségre került kényszerlakhelyre, ahol tanúja lett Apor Vilmos mártírhalálának.
A háborút követően politikai szerepvállalása miatt kényszermunkára ítélték a Duna–Fekete-tenger-csatornánál, majd a Bărăganon jelöltek ki számára kényszerlakhelyet.
Az 1960-as években írott emlékiratai csak  1991-ben jelentek meg.

## Könyve
- Furtună deasupra Ardealului (Vihar Erdély felett), Editura Revistei Tribuna (Colecţia Mărturii), Kolozsvár, 1991.